# Hans-Jürgen Hehn
Hans-Jürgen Hehn (Lauda-Königshofen, 1º ottobre 1944) è un ex schermidore tedesco, vincitore di due medaglie d'argento nella scherma ai giochi olimpici.